# Florence Baverel-Robert
Florence Baverel (Pontarlier, 24 maggio 1974) è un'ex biatleta francese, olimpionica nella sprint a Torino 2006 e vincitrice di varie medaglie olimpiche e iridate. In seguito al matrimonio aggiunse al proprio il cognome del marito, Julien Robert (a sua volta biatleta di alto livello) e gareggiò come Florence Baverel-Robert.

## Biografia
In Coppa del Mondo ottenne il primo risultato di rilievo l'8 dicembre 1994 a Bad Gastein (43ª), il primo podio il 26 gennaio 1995 a Ruhpolding (2ª) e la prima vittoria il 14 dicembre 1997 a Östersund.
In carriera prese parte a tre edizioni dei Giochi olimpici invernali, Nagano 1998 (43ª nella sprint, 63ª nell'individuale, 8ª nella staffetta), Salt Lake City 2002 (5ª nella sprint, 14ª nell'inseguimento, 11ª nell'individuale, 9ª nella staffetta) e Torino 2006 (1ª nella sprint, 13ª nell'inseguimento, 5ª nella partenza in linea, 26ª nell'individuale, 3ª nella staffetta), e a nove dei Campionati mondiali, vincendo nove medaglie.

## Palmarès

### Olimpiadi
- 2 medaglie:
  - 1 oro (sprint[3] a Torino 2006)
  - 1 bronzo (staffetta[3] a Torino 2006)

### Mondiali
- 9 medaglie:
  - 5 argenti (staffetta[3] ad Anterselva 1995; staffetta[3] a Ruhpolding 1996; individuale[3], staffetta[3], staffetta mista[3] ad Anterselva 2007)
  - 4 bronzi (gara a squadre[3] a Ruhpolding 1996; staffetta[3] a Kontiolahti/Oslo 1999; inseguimento[3] a Oslo/Lahti 2000; staffetta mista[3] a Pokljuka 2006)

### Coppa del Mondo
- Miglior piazzamento in classifica generale: 5ª nel 2007
- 21 podi (11 individuali, 10 a squadre[2]), oltre a quelli ottenuti in sede olimpica e iridata e validi anche ai fini della Coppa del Mondo:
  - 4 vittorie (a squadre)
  - 8 secondi posti (6 individuali, 2 a squadre)
  - 9 terzi posti (5 individuali, 4 a squadre)

#### Coppa del Mondo - vittorie
| Data             | Località   | Nazione  | Spec.                                                         |
| ---------------- | ---------- | -------- | ------------------------------------------------------------- |
| 14 dicembre 1997 | Östersund  | Svezia   | RL (con Emmanuelle Claret, Christelle Gros e Corinne Niogret) |
| 5 gennaio 2006   | Oberhof    | Germania | RL (con Delphyne Peretto, Sylvie Becaert e Sandrine Bailly)   |
| 17 dicembre 2006 | Hochfilzen | Austria  | RL (con Delphyne Peretto, Sylvie Becaert e Sandrine Bailly)   |
| 3 gennaio 2007   | Oberhof    | Germania | RL (con Delphyne Peretto, Sylvie Becaert e Sandrine Bailly)   |

Legenda:

RL = staffetta